# Martijn Reuser
Martijn Franciscus Reuser (Amsterdam, 1º febbraio 1975) è un ex calciatore olandese, di ruolo centrocampista.

## Palmarès

### Competizioni nazionali
- Campionato olandese: 3

Ajax: 1993-1994, 1994-1995, 1995-1996
- Supercoppa dei Paesi Bassi: 3

Ajax: 1993, 1994, 1995

#### Competizioni internazionali
- UEFA Champions League: 1

Ajax: 1994-1995
- Supercoppa UEFA: 1

Ajax: 1995
- Coppa Intercontinentale: 1

Ajax: 1995